# Triple Alliance (film)
Pour les articles homonymes, voir Triple alliance.
Pour plus de détails, voir Fiche technique et Distribution.
Triple Alliance en France ou L'Autre Femme au Québec (The Other Woman) est un film américain réalisé par Nick Cassavetes et écrit par Melissa Stack, sorti en France le 18 juin 2014.

## Synopsis
Carly (Cameron Diaz), une brillante avocate, réalise que son amant, Mark King (Nikolaj Coster-Waldau), est un homme marié lorsqu'elle rencontre accidentellement sa femme Kate (Leslie Mann) après l'avoir suivi jusque chez lui en tenue coquine. Une improbable amitié va naître entre les deux femmes, et elles décideront alors de monter un complot contre l'homme qu'elles ont toutes deux aimé.
Mais alors qu'elles espionnaient Mark, elles découvrent qu'une troisième femme est entrée dans sa vie : Amber (Kate Upton), blonde sulfureuse aux nombreux atouts physiques et surtout beaucoup plus jeune. Les trois femmes vont alors joindre leurs forces afin de mettre au point un impitoyable complot pour se venger et faire de la vie de Mark un enfer.

## Fiche technique
- Titre original : The Other Woman
- Titre français : Triple Alliance
- Titre québécois : L'autre femme
- Réalisation : Nick Cassavetes
- Scénario : Melissa Stack
- Décors : Dan Davis
- Costumes : Debra McGuire
- Photographie : Robert Fraisse
- Montage : Jim Flynn
- Musique : Aaron Zigman
- Casting : Matthew Barry et Nancy Green-Keyes
- Direction artistique : Doug Huszti
- Sociétés de production : LBI Productions
- Société de distribution : 20th Century Fox (Cinéma)
- Pays de production'origine :  États-Unis
- Langue originale : anglais
- Format : couleur - 35 mm - 1,85:1 - son Dolby Digital, DTS, SDDS
- Genre : Comédie
- Durée : 109 minutes
- Budget : 40.000.000$
- Dates de sortie : 
  - États-Unis et  Canada : 25 avril 2014
  - France : 18 juin 2014

## Distribution
- Cameron Diaz (VF : Barbara Tissier ; VQ : Camille Cyr-Desmarais) : Carly Whitten
- Leslie Mann (VF : Brigitte Aubry ; VQ : Viviane Pacal) : Kate King
- Kate Upton (VF : Émilie Rault ; VQ : Éveline Gélinas) :  Amber
- Nikolaj Coster-Waldau (VF : Damien Boisseau ; VQ : Claude Gagnon) : Mark King
- Nicki Minaj (VF : Cécile D'Orlando ; VQ : Geneviève Désilets) : Lydia
- Taylor Kinney (VF : Pierre Tessier ; VQ : Éric Paulhus) : Phil
- Don Johnson (VF : Patrick Poivey ; VQ : Marc Bellier) : Franck Whitten
- David Thornton (VF : Olivier Rodier) : Nick
- Olivia Culpo : Raven
- Madison McKinley : Serveuse

Version française réalisée par la société de doublage Les Studios de Saint-Ouen, sous la direction artistique de Valérie Siclay, d'après une adaptation des dialogues de Bruno Chevillard.
Sources et légende : Version française (VF) sur RS Doublage et AlloDoublage. Version québécoise (VQ) sur Doublage Québec.

## Production
- Le réalisateur Nick Cassavetes travaille pour la seconde fois avec Cameron Diaz après Ma vie pour la tienne en 2009[4].
- C’est le premier rôle au cinéma de la rappeuse et auteur-compositrice Nicki Minaj, célèbre pour ses tenues exubérantes et son physique singulier. Elle joue le rôle de Lydia, l’assistante de Carly[4].

## Réception du film

### Box office
La première sortie du film s'est faite le 1er avril 2014 à Amsterdam. Lors de sa sortie aux États-Unis le 25 avril 2014, le film a rapporté 24,7 millions de dollars (18 169 443 €) en seulement trois jours ce qui a permis d'être numéro 1 durant sa première semaine. En date du 24 juillet 2014 le film a rapporté 83 845 263 $ en Amérique et 110 473 355 $ dans les autres pays pour un total mondial de 194 318 618 $ (près de 200 millions de dollars).